# Emetha adriatica
Emetha adriatica är en kräftdjursart som beskrevs av Carl Erik Alexander Bovallius 1885. Emetha adriatica ingår i släktet Emetha och familjen Cymothoidae. Inga underarter finns listade i Catalogue of Life.